# 피터 제솝
피터 제솝(Peter Jessop, 1964년 6월 29일 ~ )은 미국의 배우이다. 비디오 게임 성우로 알려져 있다.

## 영화
- 배트맨: 어썰트 온 아캄 (2014년)
- JLA 어드벤쳐: 트랩트 인 타임 (2014년)
- 저스티스 리그: 더 플래쉬포인트 패러독스 (2013년)
- 단테스 인페르노 (2010년)
- 드 러블리 (2004년)